# Antoni Rave i Bergnes
Antoni Rave i Bergnes (Barcelona, ca 1820 - Barcelona, 10 d'agost de 1883) fou un catedràtic de física a la Facultat de Ciències de la Universitat de Barcelona, i acadèmic, bibliotecari, meteoròleg i president de la Reial Acadèmia de Ciències i Arts de Barcelona (RACAB).
Fill d'Antoni Rave i de Joana Bergnes de las Casas (1790-1877).Nebot d'Antonio Bergnes de las Casas.
Llicenciat en Ciències i doctor en Farmàcia, fou catedràtic de Física a la Facultat de Ciències de la Universitat de Barcelona. A més, ingressà com a acadèmic el 1847 a la Reial Acadèmia de Ciències i Arts de Barcelona (RACAB), en la qual formà part de diverses comissions científiques, i també fou el seu president durant els períodes de 1858 a 1859, i de 1870 a 1872. Rave va ser el primer director de l'observatori meteorològic de la Universitat, on en va dirigir les observacions fins al 1883, any en què va morir. Cal destacar també el seu vessant com a inventor d'instruments meteorològics: n'és una bona mostra la memòria que va presentar a l'Acadèmia el 19 de gener de 1854, on explicava el funcionament de dos higròmetres dissenyats per ell mateix.